# Simpson Peak, British Columbia
Simpson Peak är en bergstopp i Kanada.   Den ligger i provinsen British Columbia, i den centrala delen av landet, 3 900 km väster om huvudstaden Ottawa. Toppen på Simpson Peak är 2 170 meter över havet.
Terrängen runt Simpson Peak är huvudsakligen kuperad, men åt nordost är den bergig. Simpson Peak är den högsta punkten i trakten. Trakten runt Simpson Peak är nära nog obefolkad, med mindre än två invånare per kvadratkilometer.. Det finns inga samhällen i närheten.
Omgivningarna runt Simpson Peak är i huvudsak ett öppet busklandskap.